# Itame vincularia
Itame vincularia är en fjärilsart som beskrevs av Jacob Hübner 1809/13. Itame vincularia ingår i släktet Itame och familjen mätare. Inga underarter finns listade i Catalogue of Life.